# Syllabus der Pflanzenfamilien
Syllabus der Pflanzenfamilien (abreviado Syllabus) es un libro con ilustraciones y descripciones botánicas que fue escrito por el botánico alemán Heinrich Gustav Adolf Engler y publicado en varias ediciones hasta el año 1924 con el nombre de Syllabus der Pflanzenfamilien eine Übersicht über das gesamte Pflanzensystem mit Berücksichtigung der Medicinal- und Nutzpflanzen nebst einer Übersicht über die Florenreiche und Florengebiete der Erde zum Gebrauch bei Vorlesungen und Studien über specielle und medicinisch-pharmaceutische Botanik.